# Letteratura di consumo
La letteratura di consumo è, in generale, quel tipo di produzione letteraria, narrativa o poetica, realizzata soprattutto in funzione del pubblico cui si rivolge.
Almeno in teoria, dunque, si tratta di una letteratura disposta a sacrificare la qualità stilistica e contenutistica in favore delle esigenze di un pubblico vasto ed eterogeneo, in maniera tale da conseguire, più che il plauso della critica, il consenso dei lettori.
La letteratura di consumo è intesa, in questo senso, come «letteratura d'intrattenimento».

## Generalità
L'espressione «letteratura di consumo» vuole evidenziare il fatto che il fine di essa è, appunto, quello di essere "consumata", e solo in maniera marginale diventare oggetto di studi critici; estremizzando questa posizione, o riferendosi alle opere meno valide del versante in questione, in molti casi ci si spinge a utilizzare le espressioni man mano più denigranti di letteratura "popolare" (rivolta alla massa, quindi anche ai lettori più superficiali), "d'evasione" (lontana dalla realtà e dunque con fini esclusivamente ricreativi) e "da spiaggia" (utile cioè per trascorrere il proprio tempo libero rilassandosi).
La contrapposizione con la letteratura "d'arte", o letteratura "maggiore", consiste nel fatto che in quest'ultima lo scopo dell'autore è specialmente quello di produrre testi che siano, prima di tutto, vere e proprie opere artistiche.
Analogamente, la produzione di consumo non va confusa con quella produzione che, nello studio di determinati periodi storico-letterari, viene definita "minore" solo allo scopo di distinguerla dalle opere coeve considerate più riuscite e significative: ad esempio, si ritiene che anche i più noti poeti italiani risorgimentali non abbiano raggiunto l'altezza delle contemporanee opere manzoniane o leopardiane, e per questo motivo i loro componimenti vengono ricordati come "minori", seppur egualmente apprezzati per indubbie qualità stilistiche e tematiche o per i valori morali che essi comunicano.
La letteratura di consumo è rispetto a ciò un fenomeno ben distinto, sviluppatosi essenzialmente a partire dall'Ottocento, e più esattamente verso la metà del secolo, sull'onda delle trasformazioni culturali manifestatesi nei paesi avanzati dell'Europa ed in America, e che hanno interessato, tra le altre cose, la stessa editoria; questo genere di letteratura avrebbe finito per imporsi definitivamente nel Novecento, e sarebbe giunto, nel suo progressivo evolversi, persino all'attenzione della critica, che l'aveva, in precedenza, per gran parte ignorato.

## Caratteristiche e consuetudini
Tradizionalmente, a questo tipo di letteratura vengono associate, da un punto di vista stilistico, la semplicità di scrittura e la funzionalità di quest'ultima alla trama.
L'autore di opere di consumo, ad esempio, preferisce in generale una sintassi fluida e lineare e l'utilizzo di un vocabolario più o meno limitato; i periodi complessi sono evitati, e il linguaggio è quasi unicamente veicolo della narrazione. Ne consegue che i fattori non riguardanti direttamente il succedersi delle azioni e l'intrecciarsi delle vicende (digressioni, introspezioni psicologiche, decorazioni formali, descrizioni, ecc.), e che in più appesantirebbero l'opera rendendola indigesta ad una buona fetta di lettori, vengono messi in secondo piano oppure totalmente ignorati.

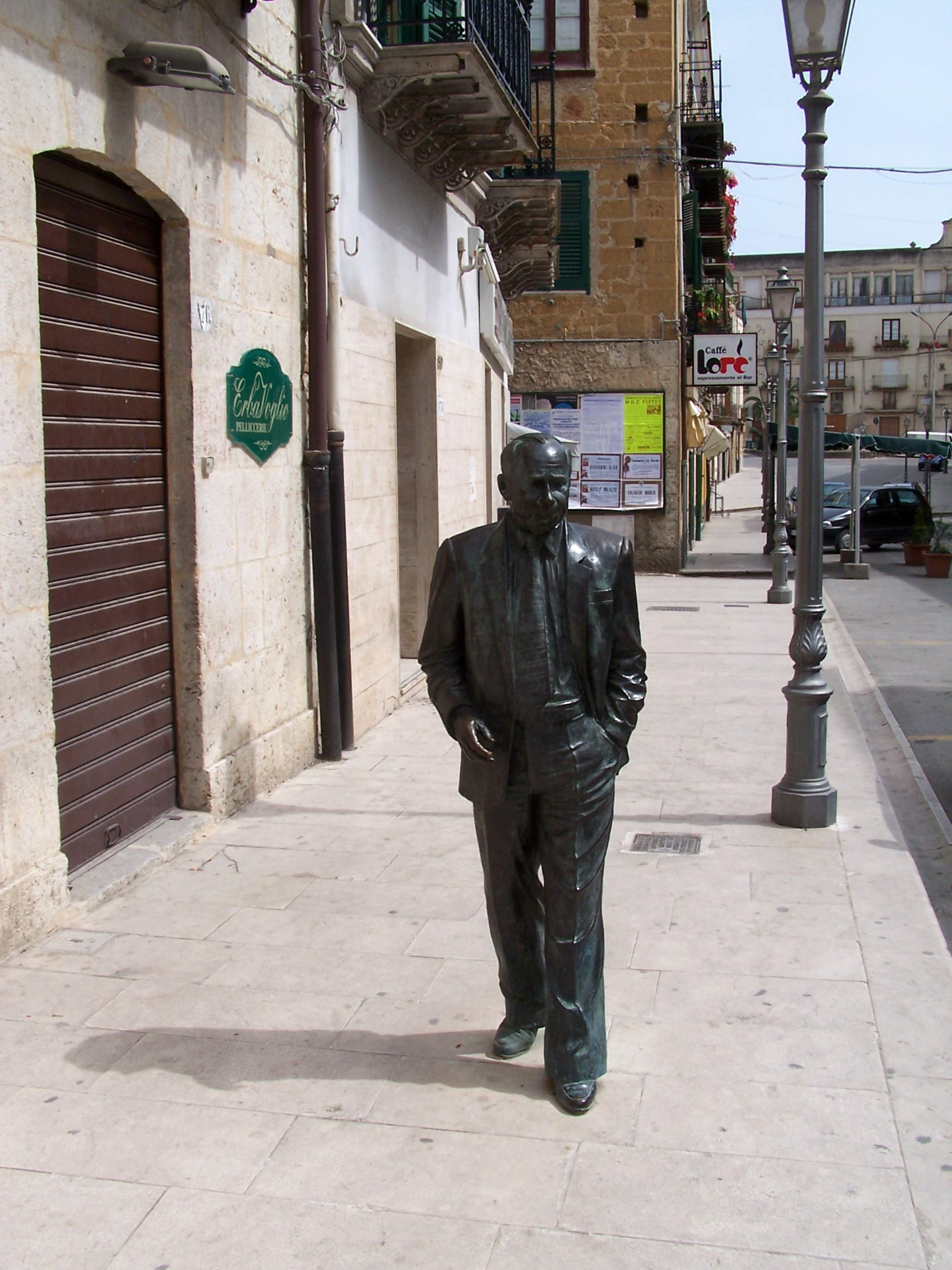
Statua di Leonardo Sciascia a Racalmuto

Trascuratene le caratterizzazioni, capita che i personaggi delle storie restino stereotipati, definiti in base a elementi molto generali, e schematicamente divisi fra "buoni" e "cattivi", eroi e antagonisti.
Inoltre, per accondiscendere maggiormente ai gusti di alcune categorie di lettori (ma anche ai propri) gli autori si focalizzano talvolta su un genere specifico, muovendosi esclusivamente nei suoi canoni e stilemi; da qui il prodursi della cosiddetta "narrativa di genere".
Esemplificando, si può dire che la differenza fra un giallo di Agatha Christie (autrice di consumo) e uno di Leonardo Sciascia (autore letterario) sta nel fatto che nel primo caso lo scopo della storia è il plot stesso, ovvero il piacere di seguire e casomai anticipare il modo d'indagine e la scoperta del colpevole, mentre in Sciascia la struttura giallistica si trasforma in strumento di ritratto sociale e analisi psicologica.
L'unica possibilità di circoscrivere una letteratura di consumo risulta dunque essere, secondo molti, quella di accostarla al concetto più intuibile di letteratura d'intrattenimento, ovvero di un genere che al di là delle considerazioni stilistiche si definirebbe nel suo scopo, che non è quello di trasmettere un qualsiasi messaggio bensì quello di rendere piacevole la lettura, senza aspirare alla classicità.
Un genere poetico di consumo – più difficilmente individuabile – è teoricamente costituito dalle composizioni di ritmo più facile e aventi come scopo l'intrattenimento e il divertimento.

## Controversie
Etichettare un'opera "di consumo" è un'operazione difficile e controversa, e ciò ha portato molti esperti a discutere, senza approdare a soluzioni convincenti, sulla natura e i limiti di una tale catalogazione, sulle sue attuali possibilità e infine sulla sua utilità o legittimità.
La controversia nasce dal fatto che non c'è e non può evidentemente esserci una soluzione di continuità, un confine sicuro e tangibile, fra letteratura vera e propria e letteratura di consumo o d'evasione. Questo perché le intenzioni dell'autore non sono sempre chiare, perché scrivere anche consapevolmente in un genere specifico non vuole dire rifiutare trattazioni importanti, perché anche una storia avventurosa può avere risvolti significativi, o perché la storia insegna che anche opere ritenute inizialmente di consumo hanno rivelato, in seguito a nuove letture, stili e tematiche di tutto rispetto.
Di queste controversie si sono rese complici anche talune semplificazioni di una parte consistente della critica letteraria, per cui il solo scrivere un'opera "fantastica", ambientata nel futuro o con personaggi irreali, è parso a priori, e senza alcun esame più approfondito, una concessione ad una letteratura di puro diletto.
D'altronde l'evoluzione più recente dei generi (che si tratti di horror, fantasy, fantascienza, romanzo poliziesco, "rosa", o altro) fa pensare che ormai, lungi dal volersi "ghettizzare", questi aspirino a essere riconosciuti a tutti gli effetti come letteratura di primo livello.

## Origini e diffusione
Una produzione meno raffinata e più tesa ad accontentare il pubblico anche poco colto, che s'impone già nel teatro antico greco e romano e nel cosiddetto romanzo greco di età ellenistica, si fa strada in Italia nel Cinquecento, in particolare tra gli autori che avversano le rigidità del nuovo classicismo e che vengono incoraggiati, nella loro attività, dagli stessi tipografi. Anton Francesco Doni, Pietro Aretino, Francesco Berni fondano la figura del letterato "di mestiere", che mira a conquistare l'indipendenza economica con i suoi scritti e s'impegna dunque per venire incontro anche ai lettori meno sofisticati, o più in generale agli ambienti esterni alle corti, in aperta opposizione con i canoni classicistici e aristotelici. Si diffondono di conseguenza le opere dialettali, oppure di argomento scandalistico o sarcastico, dall'aspetto lezioso o dissacratorio, portando, in alcuni casi, attraverso il rifiuto delle convenzioni e dello stile aulico, a esempi di vero e proprio realismo.

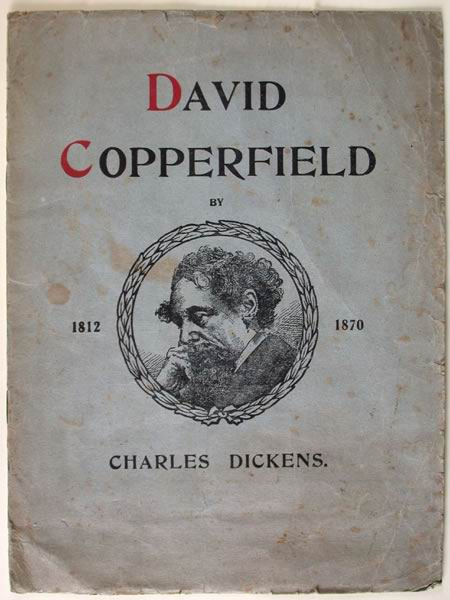
Il romanzo David Copperfield di Charles Dickens è uno dei libri più letti della storia

È tuttavia solo nell'Ottocento che si diffonde, in Italia come in molti altri paesi occidentali, il fenomeno della letteratura di consumo. La seconda rivoluzione industriale, che tocca in maniera significativa un'area ben più vasta rispetto a quella interessata dalla prima nel corso del Settecento, produce evidentissime trasformazioni all'interno delle società e delle culture, connettendosi chiaramente al nascere della filosofia positivistica; lo stesso incremento dell'industria e della tecnica spinge il mondo letterario a preferire sempre più la prosa, ed in particolare il romanzo, alla poesia, in quanto maggiormente adatta a descrivere costumi, società, eventi storici e politici in maniera diretta, "scientifica" e priva di artifizi.
Da una parte tutto ciò pone le basi del naturalismo e del verismo, dall'altra va a costituire il moderno mercato editoriale: l'industrializzazione permette infatti una produzione più vasta e meno costosa dei beni di consumo, come appunto i libri, e in particolare l'invenzione della linotype meccanica rende più veloce e sistematica la stampa delle pagine; l'urbanizzazione e l'alfabetizzazione concorrono intanto ad accrescere il numero dei lettori.
Per il letterato, diventa sempre più difficoltoso realizzare prodotti che siano di qualità e trovino al tempo stesso un ottimo riscontro di vendite. Alcuni intellettuali manifestano la propria avversione verso quella che è da alcuni definita "democratizzazione dell'arte".
L'industria editoriale reclama le esigenze di mercato; gli autori vengono sempre più pressati dalla necessità di produrre opere che siano comprensibili e piacevoli per tutti, anche per i meno istruiti, e nello stesso tempo intravedono le possibilità di una nuova fonte remunerativa, atta a garantire una vita agiata, pur sempre col sostegno di un'altra professione: molti scrittori scelgono ad esempio il giornalismo, altro fenomeno di straordinario sviluppo, per analoghi motivi, nell'Ottocento, anche se ben noto già al secolo precedente. Il punto d'incontro fra narrativa e giornalismo lo si ritrova nel cosiddetto "romanzo d'appendice" o "feuilleton", pubblicato a puntate nelle ultime pagine dei quotidiani.

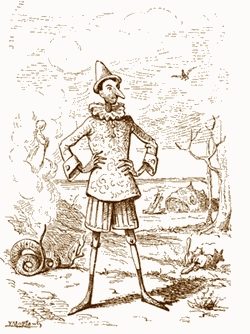
Le avventure di Pinocchio. Storia di un burattino di Carlo Collodi ed il romanzo Cuore di Edmondo De Amicis si possono annoverare tra i libri più letti in Italia nell'Ottocento

In accordo con i gusti più superficiali e con la cultura spesso mediocre di una grande fetta di pubblico, si definisce inoltre la letteratura "di genere", col nascere dei romanzi avventurosi, sentimentali, polizieschi, fantascientifici e per l'infanzia, in gran parte basati sui colpi di scena, sul patetismo e anche, in contrapposizione col realismo dominante, sull'abbandono alla fantasia e sulla suggestione di avventure esotiche.
Tra gli stessi scrittori comincia a prevalere nettamente la percentuale di coloro che non godono di un'estrazione particolarmente elevata, poiché la nuova professione di romanziere attrae principalmente, per motivi economici e di affermazione sociale, le classi più o meno benestanti.
Giornali, riviste, libri in quantità modificano il rapporto fra scrittori, lettori ed editori, e portano alla nascita delle prime grandi case editrici e dei primi quotidiani di ampia diffusione. In Italia la riforma Coppino del 1877 rende obbligatoria e gratuita la scuola elementare, contribuendo al decrescere dell'analfabetismo; i ragazzi divengono così un nuovo pubblico cui indirizzarsi, con libri avventurosi, "di formazione" o più puramente d'evasione.
Queste nuove forme di letteratura che ricercano frequentemente la suspense, il sensazionalismo, la dinamicità, il sentimentalismo per creare la massima tensione del lettore verso l'esito della vicenda, senza richiedergli un eccessivo impegno intellettuale, o che si rivolgono a fasce mirate di destinatari come ad esempio i bambini e i ragazzi, vengono presto etichettate come letteratura minore o "paraletteratura", e come tali pressoché ignorate dai critici, i quali tuttavia finiscono, in questo modo, per rinnegare i pur numerosi esempi di letteratura "di consumo" ma di ottimo livello artistico.
Una parziale rivalutazione della letteratura di consumo (tuttora in atto) si avrà solo nella seconda metà del Novecento, quando ci si accorgerà che in essa vengono molte volte affrontate, in maniera particolarmente innovativa e originale, questioni di lampante rilevanza e attualità: si pensi, ad esempio, ai numerosissimi temi suscitati dalla straordinaria evoluzione della fantascienza a partire dagli anni quaranta e cinquanta.